# Colossus (Marvel Comics)
Colossus, alter-ego de Piotr Rasputin (Peter) é um personagem de histórias em quadrinhos da editora Marvel Comics, e faz parte do universo dos X-Men. Criado por Len Wein e Dave Cockrum, sua primeira aparição foi em Giant-Size X-Men número 1 de maio de 1975. É, portanto, pertencente à segunda fase da revista, e não um dos membros originais.

## Biografia ficcional do personagem
Piotr cresceu numa fazenda coletiva em Baikal, na Sibéria (Rússia), sendo evitado pelos moradores quando seus poderes se manifestaram. Piotr não hesitou quando Xavier veio até ele para pedir sua ajuda para salvar os X-Men originais, que até então tinham sido raptados. Pode-se considerar que Piotr teve sorte, pois posteriormente revelou-se que a Rússia tinha um centro específico para monitorar crianças mutantes: a Província 13, comandada pelo General Sergei.
Junto com os Novos X-Men Peter derrotou Krakoa, a Ilha Viva. Até então Piotr nunca tinha saído da Rússia antes de Xavier convidá-lo a fazer parte dos X-Men. Com o codinome de Colossus o mutante seguiu fielmente o sonho de Charles Xavier. Considerava os X-Men como sua família e especialmente Tempestade como sua irmã de criação, além de ter grande amizade por Noturno e Wolverine.
Colossus tinha dois irmãos; Mikhail, cosmonauta dado como morto em uma missão, e a caçula Illyana Rasputin. Illyana se perdeu em outra dimensão numa das primeiras aventuras dos X-Men em outras realidades, e viveu lá durante alguns anos (embora na realidade padrão da Marvel sequer um dia tivesse transcorrido). Por causa dessa diferença de tempo entre as realidades numa única história Illyana passou de criança a adolescente e aprendeu magia. Tempos depois ele descobriu que seu irmão mais velho Mikhail Rasputin não havia morrido anos atrás em um acidente e sim fora teleportado para uma outra dimensão. Mas depois Piotr foi pego de surpresa por uma série de trágicos acontecimentos. Seu irmão se matou junto com os Morlocks (ou pelos menos era assim que todos pensavam), seus pais foram mortos pelo governo russo (que queria capturar Illyana). Em seguida viu Illyana definhar lentamente tomada pelo vírus Legado.
A morte da irmã levou Colossus a duvidar do sonho de Xavier e da capacidade dos X-Men. Ele abandonou o grupo e se juntou aos Acólitos – seguidores de Magneto – durante algum tempo. Depois dessa fase de semi-vilania (mesmo apoiando Magneto, ele chegou a ajudar os X-Men algumas vezes). Colossus ingressou na equipe britânica Excalibur, voltando para os X-Men depois.
Colossus manteve um romance com Kitty Pryde por um tempo, porém Kitty terminou com ele devido ao fato de ele ter se tornado o arauto de uma força maligna.

## Morte
Quando o Fera descobriu uma vacina para o vírus Legado precisou de um vetor para disseminar esse anticorpo no ar. O voluntário entretanto estaria fadado a morrer durante o processo. Como o vírus Legado havia se transformado numa epidemia ameaçando a existência da raça mutante em todo o planeta, Colossus, marcado pela perda da irmã para a doença, se sacrificou injetando a fórmula em seu corpo.

## Ressurreição
Colossus ressurgiu misteriosamente em Astonishing X-Men, onde havia sido capturado por Ord que usou seus equipamentos para ressucitá-lo. Sendo encontrado pela sua amada Kitty Pryde, retorna para a equipe dos X-Men. Especula-se também que tenha voltado possivelmente por ser descendente de Rasputin.

## A Essência do Medo
Durante a saga Fear Itself (A Essência do Medo, no Brasil), Kuurth, o Quebra Rochas retornou à Terra e se tornou mais imparável do que nunca, por ter ganha um poderosíssimo martelo da Serpente de Asgard, irmão maligno de Odin. Os X-Men fizeram o possível para parar a entidade, usando vários planos, mas com o acréscimo de duas entidades muito poderosas num mesmo corpo (Cyttorak e o martelo da Serpente) foram todos sem sucesso. Então sua irmã Magia ao lado de Kitty e o próprio Colossus, se teletransportaram para o Universo Escarlate onde Illyana ofereceu-se como hospedeira para Cyttorak (a entidade que dá forças ao Kurth/Fanático). Colossus, que não desejava ver o sofrimento de sua irmã caçula nas mãos de tal entidade, adquiriu o poder de Cyttorak e conseguiu parar Cain, ao "pegar" o poder do rival para si. Assim, Piotr agora possui os mesmos poderes que o ex-vilão tinha, usa agora um elmo que o protege da telepatia e além disso também passou a não controlar muito bem a sua transformação.

## Regenesis
Após os eventos que separaram os X-Men, Piotr resolveu permanecer no Time Azul que Ciclope, formou para unir os mutantes para lutar contra sua extinção, assim deixando Lince Negra para trás, pois ela resolveu ser professora no Instituto Jean Grey (antigo Instituto Xavier). Alguns motivos para ficar seriam sua irmã Illyana Rasputin, que estava sendo mantida como prisioneira, além de ele crer que os mutantes tinham que se unir para proteger-se, agora que eram tão poucos depois da Dizimação e o fato de os alunos e professores do Instituto Jean Grey para Estudos Avançados não estarem seguros com sua presença, após ele adquirir os poderes do Fanático.

## Vingadores Vs. X-Men
Durante essa saga que reúne os 2 maiores grupos de super-heróis da Marvel de todos os tempos num combate épico, Colossus que estava lutando ao lado de sua raça, os mutantes, contra os Vingadores pela escolha do que fazer com a entidade Fênix que estava novamente vindo para a Terra em busca de Hope Summers, seu novo objetivo como hospedeira. Estava levando a pior numa luta contra o Coisa e já estava próximo de ser levado encarcerado pelos Super-Heróis Mais Poderosos da Terra, quando Tony Stark chega com uma nova armadura "Mata-Fênix" que ele crê que pode destruir a onipotente entidade, mas quando ele lança seu unifeixe para destruí-la, a Fênix então se divide em 5 e toma o corpo dos 5 hospedeiros mais poderosos e mutantes próximos a si, se hospedando em Ciclope, Emma Frost, Namor, Magia e no próprio Colossus, ele então torna-se um ser tão poderoso que sozinho é capaz de derrotar todos os Vingadores. Estes 5 então tornam-se "o Quinteto Fênix" e começam a reformular o mundo a sua maneira, destruindo armas de destruição em massa, manipulando governantes e a população e desmantelando os Vingadores.
Colossus e sua irmã são derrotados pelo Homem-Aranha, que coloca um contra o outro, após isso Colossus toma ódio de Magia, pois essa o forçou a viver como Fanático, escondendo que poderia libertar Piotr usando sua espada. Após isso foi visto por Tempestade e este alerta Ororo dizendo que não confie em Magia.

## Poderes e Habilidades
É um mutante que assume uma forma blindada (conversão epidérmica), quando seu corpo torna-se totalmente de metal, chamado aço orgânico, que é extremamente resistente, a sua força é ampliada consideravelmente (na escala que varia de 1 a 100 a sua está em 100), e sua velocidade é também ampliada. Em sua forma blindada não precisa comer ou mesmo respirar, e quando (dificilmente) é ferido, não sangra, pois seu corpo não possui fluidos, mas perde energia, se o dano for muito grande fica impedido de voltar a forma humana até recuperar-se do dano. Quando o dano não é tão severo, volta à forma humana e blinda-se novamente, se recuperando de quaisquer danos superficiais. Não tem um período máximo para ficar na forma blindada, pois já permaneceu assim por meses.
Recentemente Colossus adquiriu os poderes do Fanático, sendo agora um arauto para Cyttorak, se tornando absurdamente mais poderoso do que era, com sua força e resistência a danos físicos se multiplicando para níveis maiores do que Hulk.
- Transmutação em Aço Orgânico: Transforma a própria pele em um metal extremamente resistente e maleável chamado Aço Orgânico.
- Super-Força: Seus níveis de força na forma blindada vão a um nível altíssimo, considerado 100/100 na escala Marvel e atualmente por ser arauto de Cyttorak se tornaram infinitamente maiores, sendo um dos mais fortes seres do Universo.
- Resistência Sobre-Humana: Se torna dificílimo de se ferir em forma blindada, podendo resistir aos mais variados danos e agora portando uma das joias de Cyttorak, sua resistência foi elevada a níveis incalculáveis, sendo somente fraco quando atacado mentalmente e para isso usa um elmo para proteger sua mente.
- Super-Vigor: Não se cansa facilmente na forma metálica, podendo fazer qualquer tipo de exercício físico por semanas sem cansar, comer ou respirar e agora como portador de Cyttorak pode resistir por muito mais tempo, chegando a anos sem precisar parar.
- Agilidade e Velocidade Aumentadas: Quando se transmuta para a forma metálica, tem sua velocidade e agilidade aumentada a níveis super-humanos.
- Incapacidade de Sangrar: Quando assume sua forma blindada, não sangra ou emite qualquer tipo de fluido que o enfraqueça, perdendo apenas energia. Quando se fere em forma metálica apenas volta a forma humana e logo após retorna a forma blindada, assim se curando de todo e qualquer dano sofrido, entretanto se os ferimentos forem extremamente severos, ele fica sem energia suficiente pra voltar a forma humana e tem que recuperar-se um pouco na forma metálica até poder transmutar-se novamente.

### Habilidades
- Artista Especialista: Peter é um artista talentoso, adepto de desenho e pintura, que se tornou muito famoso usando o nome Peter Nicholas enquanto sofria de amnésia.
- Mestre em Artes Marciais: Embora Peter tenha um comportamento e uma personalidade gentis, ele é um combatente habilidoso que utiliza técnicas de Boxe, judô e luta livre. Ele também recebeu algum treinamento pessoalmente de Wolverine e aperfeiçoou-se através de anos de treinamento de combate na Sala de Perigo dos X-Men. Ele teve treinamento em acrobacias e luta com espadas do Noturno. Em sua forma humana ele ainda é excepcionalmente forte e em excelente condição física, embora não seja sobre-humano.

## Em outras mídias

### Desenhos Animados
- Na série animada X-Men: Animated Series da FOX de 1992, Colossus faz diversas aparições ajudando os X-Men, desde reconstruir a Mansão Xavier que uma vez foi destruída ao enfrentarem o terrível Fanático.
- Em X-Men: Evolution, Colossus faz parte dos Acólitos, equipe organizada por Magneto que enfrentou diversas vezes os X-Men, mas só fez isso porque Magneto manteve sua família como reféns. Mais tarde ele se junta aos X-men.
- Na mais recente animação dos X-Men Wolverine and the X-Men (série), Colossus aparece no primeiro episódio treinando com Lince Negra e Noturno. Logo após, no 2° episódio, é revelado que ele se encontra na Rússia e se recusa a deixar a família para se reunir aos X-Men.

### Filmes
Nas três primeiras adaptações do personagem para o cinema, Colossus é interpretado por Daniel Cudmore. O personagem aparece em X-Men 2 com uma pequena participação, na hora em que a equipe de Stryker invade a Mansão. Em X-Men: O Confronto Final Colossus já faz parte da equipe ajudando a derrubar os planos de Magneto. No mais recente filme X-Men: Dias de Um Futuro Esquecido ele é morto pelos Sentinelas no futuro.
Teve uma participação significativa no filme Deadpool, sendo interpretado por dois atores: Stefan Kapičić (voz) e Andre Tricoteux (captura de movimento), após Cudmore recusar o papel. Ambos os atores reprisaram o papel na sequência Deadpool 2.

### Videogames
Colossus é jogável nos seguintes jogos: Marvel's X-Men, X-Men: Madness in the Murderworld, X-Men II: The Fall of the Mutants, X-Men: The Arcade Game, X-Men:Children of the Atom, Marvel vs. Capcom: Clash of Super Heroes (NPC), Marvel vs. Capcom 2: New Age of Heroes, X-Men: Reign of Apocalypse (NPC), X-Men Legends, X2: Wolverine's Revenge (NPC), X-Men Legends II: Rise of Apocalypse, X-Men: The Official Game (jogável somente na versão para GBA), Marvel: Ultimate Alliance (Xbox 360, Wii e PS3 e Marvel Heroes 2016. E em Marvel Torneio de Campeões, jogo de plantaforma Mobile OnLine. Somente estas versões, sem o abuso de glitches ou cheat codes). Colossus é acessível na versão para PS2 nas missões de simulação em grupo por meio de um glitch na geração aleatória de grupos.